# Evergestis serratalis
Evergestis serratalis là một loài bướm đêm trong họ Crambidae.